# Akatsi South District
Koordinaten: 6° 8′ N, 0° 48′ O
Der Akatsi South District ist ein Distrikt innerhalb der Volta Region im Osten Ghanas mit einer Gesamtfläche von 531 Quadratkilometern. Der Distrikt hatte im Jahr 2021 92.494 Einwohner.

## Geographie
Der Akatsi South District grenzt im Südwesten an den South Tongu District, im Westen an den Central Tongu District, im Norden an den Agotime Ziope District. Im Osten grenzen von Nord nach Süd die Distrikte Akatsi North, Ketu North Municipal und Keta Municipal an.
Die Nationalstraße 1 quert in Ost-West-Richtung den Distrikt. Der Süden des Distriktes gehört zum Ramsar-Gebiet Keta Lagoon Complex.